# Uthaug
Uthaug är en tätort i Ørlands kommun i Trøndelag fylke i mellersta Norge. Orten ligger vid fylkesväg 6406, på södra sidan av Bjugnfjorden, nordväst om staden Brekstad.